# Barbora Hamplová
Barbora Hamplová (* 24. května 1990 Bruntál) je česká modelka.

## Osobní život
Barbora Hamplová pochází z Bruntálu, kde také navštěvovala základní školu. V letech 2005-2009 studovala na Obchodní akademii a střední zemědělské škole v Bruntále studujní obor Ekonomické lyceum. Poté studovala na Fakultě managementu a ekonomiky Univerzity Tomáše Bati ve Zlíně bakalářský obor Ekonomika a management, který absolvovala v roce 2012. Pár let žila v Brně. Nyní žije v Praze. V září 2017 se vdala a v září 2018 se ji narodila dcera Rozálie.

## Soutěže Miss
Barbora Hamplová se účastnila několika soutěží. Na většině z nich se umístila na předních pozicích, například na:
- Miss Junior ČR 2006 – semifinalistka
- Miss Renata 2007 – Miss Renata Internet[1]
- Elite Model Look Czech Republic 2007 – finalistka
- Miss Europe and World Junior Czech Republic 2009 – finalistka
- Miss Léto 2009 – vítězka[2][3]
- Miss Praha Open 2009 – vítězka
- Česká Miss 2010 – finalistka
- Miss Brno 2011 – I. vicemiss[4]
- Miss Face 2015 - vítězka